# Улица Эш Урам (Казань)
Улица Эш Урам — улица в историческом районе Ново-Татарская слобода Вахитовского района Казани. 

## География
Проходит с востока на запад от участка железной дороги Вахитово — Казань-Пассажирская до улицы Мазита Гафури. До конца XX — начала XXI века заканчивалась пересечением с улицей Меховщиков, а до 1940-х гг. заканчивалась пересечением с улицей Исымсыз.

## История
Улица возникла не позднее 1-й половины XIX века. До революции носила название 3-я Поперечная или 3-я Поперечно-Симбирская и относилась к 5-й полицейской части г. Казани. В 1914 году постановлением Казанской городской думы улица была переименована в Апанаевский переулок, но реально это название не использовалось.  Протоколом комиссии Казгорсовета от 2 ноября 1927 года улица 3-я Поперечная переименована в улицу Эш Урам.
На 1939 год на улице имелось около 40 домовладений: №№ 1/38–27/8 по нечётной стороне и №№ 2/36–44/6 по чётной.
В середине 1950-х годов часть домов на улице была перенесена в связи с попаданием в зону затопления Куйбышевского водохранилища.

## Транспорт
На пересечении с улицей Мазита Гафури расположена автобусная остановка «Аквапарк». Ближайшая троллейбусная и трамвайная остановка — «Автовокзал» на улице Татарстан.